# Großer Federlhof

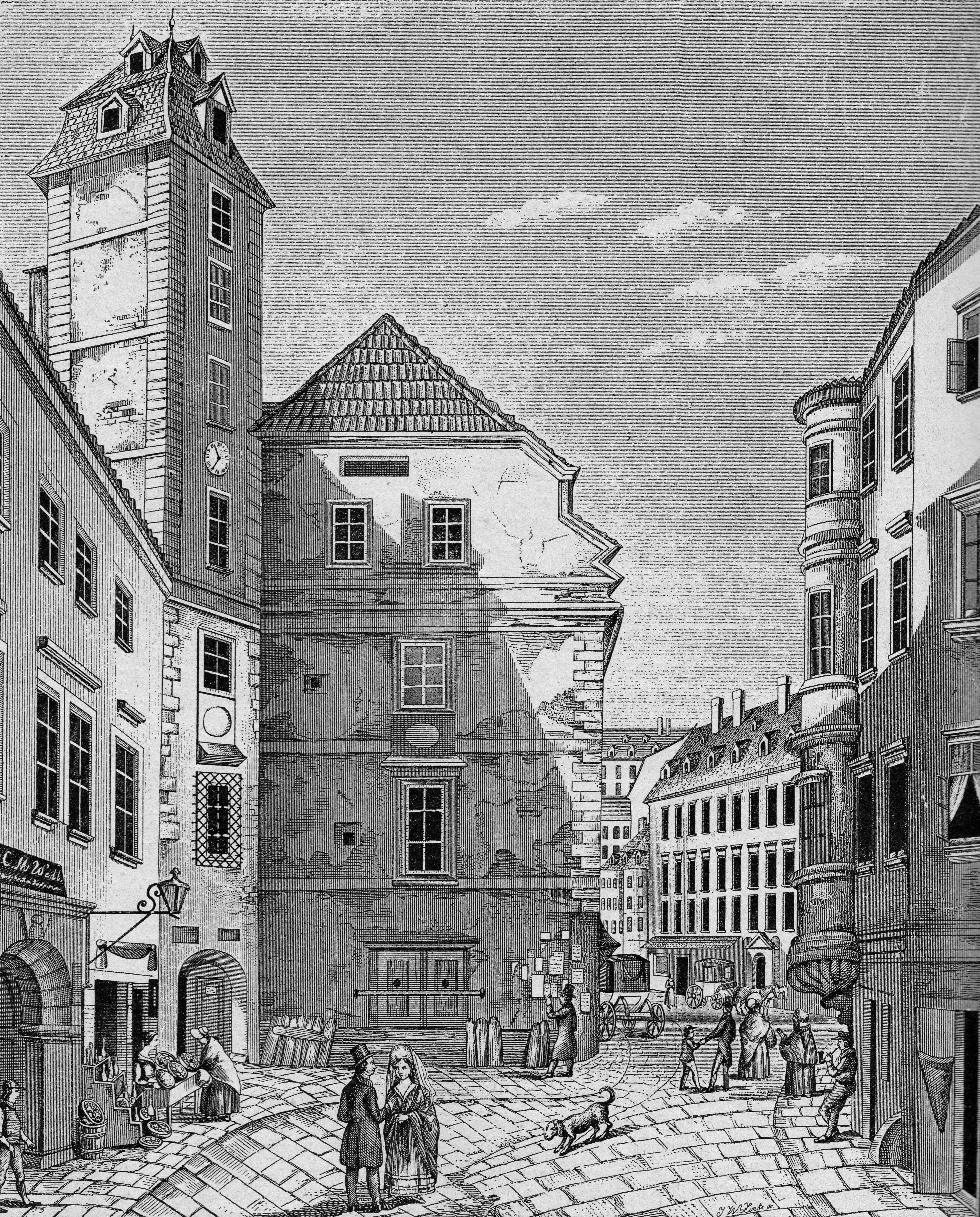
Der Große Federlhof, von der Bäckerstraße aus gesehen

Der Große Federlhof war ein wahrzeichenhaftes Gebäude mit hohem Turm im 1. Wiener Gemeindebezirk Innere Stadt, das 1845 abgerissen wurde. Es befand sich am Lugeck und erstreckte sich vom Beginn der Bäckerstraße bis zur Rotenturmstraße.
Bereits im 14. Jahrhundert befand sich hier ein Patrizierhof (1360 erstmalige Erwähnung). Dieser wurde 1495–97 für Peter von Edlasberg umgebaut – so entstand das erste Renaissancebauwerk der Stadt Wien. 1591 ging das Gebäude in den Besitz des Georg Federl, des Besitzers der Herrschaft Tribuswinkel, über. Deshalb wurde es in der Folge als Großer Federlhof bezeichnet. (Das Nachbarhaus war der Kleine Federlhof.) Der Große Federlhof war ein wahrzeichenhafter Bau mit auffälligem, siebengeschoßigem Turm und Kuppelbekrönung. 1537 soll hier Theophrastus Bombastus von Hohenheim, genannt Paracelsus, gewohnt haben. Das Observatorium an der Spitze des Turmes wurde um 1630 von dem italienischen Astronomen Andreas Argoli (1570–1657) eingerichtet. Der Federlhof diente unter anderem 1713 Gottfried Wilhelm Leibniz als Wohnstätte. Er ging 1825 in den Besitz von Georg Simon Freiherr von Sina über, der ihn und zwei Nachbarhäuser 1845 abreißen und von 1846 bis 1847 einen großen Neubau an deren Stelle errichten ließ. 1860 war das neue Gebäude Sterbehaus Carl Ritters von Ghega.